# 사드 만
소장 사드 만 이브라힘 자심 알-무사위(아랍어: سعد معن إبراهيم جاسم الموسوي; 1972년 8월 4일 출생)는 이라크 지상군 고위 장교로 관계정보부 국장을 맡고 있다.

## 학력
- 영문학 학사 - 알 투라트 대학교 - 바그다드 1994
- 경찰 과학 고등 디플로마, 내무 보안 장교 고등 연구소 - 바그다드 1995
- 미디어 학사, 미디어 대학, 바그다드 대학교 2001
- 미디어 석사, 미디어 대학, 바그다드 대학교, "이라크의 미디어 모니터링과 민주화" 논문 2007
- 미디어 박사, 미디어 대학, 바그다드 대학교, "이라크 교도소 수감자들을 대상으로 한 설문조사: 인권 문화 확산에 있어서 TV의 역할" 박사 논문 2011[1]

## 보직
- 내무부 장관 비서, 내무부 장관실 2003 - 2004
- 내무부 감사관 비서 2004 - 2005
- 내무부 정보 및 홍보실 실장, 감사관실 2005 - 2006
- 내무부 대외 관계 담당관, 내무국 2006
- 내무부 교통총국 계획 및 통계 담당관 2007
- 내무 및 보안총국 남부 사무소 인권 담당관 2007
- 내무부 인권부 부국장 2007
- 2008년 내무 및 보안총국 미디어부 국장, 인권부 직무 겸임.
- 내무부 미디어부 국장 2011 - 2018.[2]
- 내무부 관계정보실 실장 2018–현재.[1][2]

## 같이 보기
- 이라크 내무부